# Lechytia natalensis
Lechytia natalensis es una especie de arácnido del orden Pseudoscorpionida de la familia Lechytiidae.

## Distribución geográfica
Se encuentra en el sur de África.